# Pseudobombax calcicola
Pseudobombax calcicola är en malvaväxtart som beskrevs av Carv.-sobr. och L.P.Queiroz. Pseudobombax calcicola ingår i släktet Pseudobombax och familjen malvaväxter. Inga underarter finns listade i Catalogue of Life.